# John Bardeen
John Bardeen (Madison, 23 de outubro de 1908 — Boston, 30 de janeiro de 1991) foi um físico estadunidense. Pai do físico James Maxwell Bardeen.

## Biografia
Ele é a única pessoa a receber o Prêmio Nobel de Física duas vezes: primeiro em 1956 com William Shockley e Walter Brattain pela invenção do transistor; e novamente em 1972 com Leon N. Cooper e John Robert Schrieffer para uma teoria fundamental da supercondutividade convencional conhecida como teoria BCS.
O transistor revolucionou a indústria eletrônica, possibilitando o desenvolvimento de quase todos os dispositivos eletrônicos modernos, de telefones a computadores, e inaugurando a Era da Informação. Os desenvolvimentos de Bardeen em supercondutividade - pelos quais ele recebeu seu segundo Prêmio Nobel - são usados em espectroscopia de ressonância magnética nuclear (RMN), ressonância magnética médica (MRI) e circuitos quânticos supercondutores.
Nascido e criado em Wisconsin, Bardeen recebeu um Ph.D. em física pela Universidade de Princeton. Depois de servir na Segunda Guerra Mundial, ele foi pesquisador do Bell Labs e professor da Universidade de Illinois. Em 1990, Bardeen apareceu na lista da revista Life dos "100 americanos mais influentes do século".
Bardeen é a primeira de apenas três pessoas a ganhar vários prêmios Nobel na mesma categoria (os outros são Frederick Sanger e Karl Barry Sharpless em química) e uma das cinco pessoas com dois prêmios Nobel.